# Fanfara Zece Prăjini
Fanfara Shukar numită și „Speranța” (în limba română) este o fanfară, din satul Zece Prăjini, Iași., care s-a remarcat prin muzica cu tonalități balcanice, stilul lor fiind asociat cu cel al lui Goran Bregović.

## Traseul muzical
Drumul formației a căpătat avânt odată cu remarcarea ei de către Speranța Rădulescu, etno-muzicolog la Muzeul Țăranului Român din București, în ediția din 1989 a Cântării României.. Anul 1993 a fost momentul în care muzica lor a fost lansată peste graniță, odată cu vizita la Montreux făcută fostului suveran al României, Mihai I..
Fanfara a fost angajată de către Bartabas în Teatrul Ecvestru Zingaro. concertând la Festivalul de Teatru de la Avignon în spectacolele „Battuta” (2006-2009)
Printre colaborările notabile cu muzicieni consacrați, se numără cea avută cu Ovidiu Lipan „Țăndărică”, Mioara Velicu, Alexandru Recolciuc, rezultate fiind hituri precum „Margareta”, „Natalis” (în colaborare cu Stelu Enache), „Tango Toledo” (în colaborare cu Margareta Pâslaru). Înregistrarea melodiei  „Margareta” împreună cu fostul baterist al trupei Phoenix, a constituit momentul deplinei consacrări în România.

## Membri
- Costică Panțîru - clarinet (conducătorul formației)[1][7]
- David Panțîru - percuție
- Liviu Panțîru - percuție[5]
- Mihai Panțîru - saxofon
- Constantin Panțîru - saxofon
- Sergiu Mavroian - trompetă
- Nicușor Cantea - trompetă,
- Vasile Gavril,
- Nicolae Dumitru,
- Florin Diaconescu[8]

Din fanfară au mai făcut parte Jenică Panțîru, Andrei Panțîru, Marius Panțîru, Gheorghe Dumitru, Dumitru Gavril, Vasile Gavril, Ștefan Trifan, Costel Alexandru Codru, Iancu Florin, Vasile Dobrin, Maricel Mavroianu, Vlăduț Alexandru

## Discografie
- 1996 CD Fanfare Paysanne De Zece Prăjini - Roumanie, vol. 2 - Buda Records, Ethnophonie, Muzeul Țăranului Român, Musique Du Monde – , Collection Dominique Buscail, Le Jardin des Poiriers - 92655-2
- 2000 CD Peasant Brass Bands From Moldavia / Fanfares Paysannes De Moldavie - Ethnophonie, Muzeul Țăranului Român, Fundația Alexandru Tzigara-Samurcaș - CD 002
- 2001 CD Ovidiu Lipan Țăndărică & Fanfara Din Zece Prăjini - Renașterea ‎- Intercont Music - IMCD 1187
- 2001 Cass Ovidiu Lipan Țăndărică & Fanfara Din Zece Prăjini - Renașterea ‎- Intercont Music - IMCD 1187
- 2002 CD Mioara Velicu și Fanfara din Zece Prăjini - Bate Toba Mărunțel! ‎- Electrecord - EDC 479
- 2002 Cass Mioara Velicu și Fanfara din Zece Prăjini - Bate Toba Mărunțel! ‎- Electrecord - STC 001462
- 2004 CD Ovidiu Lipan, Stelu Enache, Fanfara Zece Prăjini - Bachița - Intercont Music - IMCD 1246
- 2004 Cass Ovidiu Lipan, Stelu Enache, Fanfara Zece Prăjini - Bachița - Intercont Music - IMCD 1246
- 2013 CDs Ovidiu Lipan Țăndărică & Fanfara Din Zece Prăjini - Renașterea ‎- Gazeta Sporturilor[9]
- 2011 Cu cântecul prin lume[10]

## Literatură suplimentară
- Fabricants d'émotion : Musique et malice dans un village tsigane de Roumanie , (Collection de la Société française d’ethnomusicologie); Stoichiță, Victor Alexandre; Paris-Nanterre: Société d’ethnologie, 2008; ISBN 978-290-1161-85-1